# La última expedición
La última expedición es una serie boliviana producida por Santa Cruz Films Producciones (SAFIPRO) emitida por primera vez el 1 de enero de 1989 por Cruceña de Televisión a las 20:00 horas en horario estelar.

## Sinopsis
Esta producción está basada en la vida, obra y trágica muerte del científico boliviano profesor Noel Kempff Mercado, quien fuera cruelmente asesinado junto con su guía Franklin Parada, el piloto Juan Cochamanidis y el español Vicente Castelló el 5 de septiembre de 1986 en la meseta de Caparuch –Huanchaca.
En un enfoque de carácter biográfico, se persigue destacar la inapreciable contribución del profesor Noel Kempff al conocimiento y preservación de la flora y la fauna del oriente boliviano. Así como la sucesión de acontecimientos de esta malograda expedición, que fuera realizada en compañía de un grupo de científicos españoles del Instituto Biológico de Doñana (España), entre los que se encontraba el que a la postre sería el único sobreviviente de la tragedia, Vicente Castelló, se sujeta estrictamente a la verdad.
En forma paralela a la historia de lo que fuera “La última expedición”, se va articulando otra trama en la que el personaje principal, Lucio, caracteriza a un individuo inescrupuloso y corrupto, inicialmente dedicado a la comercialización de cueros y animales vivos y finalmente vinculado al sucio negocio del narcotráfico.

## Producción
La última expedición es la cuarta entrega de Safipro, luego de El retorno (Carmelo Hurtado Parte 2).
En el mes de julio de 1988 Enrique Alfonso, María del Carmen Natusch y Gloria Natusch fueron a visitar a Julio Kempff para comentar la inquietud de realizar una serie dedicada a la vida y obra del profesor Noel Kempff Mercado y su trágico deceso.
Se consultó a los familiares del proyecto y estuvieron de acuerdo. El proyecto se puso en marcha y en menos de tres meses estaba listo para dar inicio a la producción
Para encarnar al profesor Noel, la familia sugirió que podría ser Julio Kempff, sobrino directo de Noel, por tener rasgos más aproximados al personaje principal.
Se realizaron audiciones, pruebas y ensayos para lograr la caracterización.
El maquillaje corrió a cargo de Anita Pereyra quien logró una creación del personaje.
Se convocó a actores y personas que tengan acento español para formar parte del equipo de la expedición durante el rodaje.

## Locaciones
Algunas de las locaciones utilizadas en el film son:Zoológico Municipal Prof. Noel Kempff Mercado
- Casa de Noel Kempff Mercado
- Aserradero Moira
- Parque Nacional Noel Kempff Mercado
- Cataratas "El encanto"
- Cataratas "Arcoíris"
- Cataratas Alfred - Río Pauserna
- Campamento Los Fierros
- Propiedad Carlos Vaca Diez y Sra.
- Universidad Privada de Santa Cruz de la Sierra – UPSA
- Discoteca Swing
- Discoteca Fizz (Hoy Discoteca Zzif)
- Iglesia de Concepción
- San Ignacio de Velasco
- Hangar Cap. Mario Anez

## Elenco
- Julio Kemppff
- Bernardo Céspedes
- Agustín Saavedra
- Enrique Alfonso
- Marisol Méndez
- María del Carmen de Alfonso
- Luis Valenzuela
- Betty Justiniano
- Raúl Bauer
- Caroll Zambrana
- Delmiro Vargas
- Percy Roman
- Ignacio Caso
- Juan Fuertes
- Withman Palacios
- Camba Florencio
- Tedy Landivar
- Ricardo Bowles
- Efraín Capobianco
- Luis Guzmán
- Marcia Capobianco
- Willie Grunbaum
- Sandra Sorich
- Etelvina Peña
- Gulding Balcázar
- Willy Kenning
- Antonio Gil
- Abel Castillo
- Jaime Sebastián
- Guido Loenenn
- Ricardo Alfonso
- Frida Soria
- Jorge Flores Aguilera
- Roxana Capobianco
- Julio Enrique Kempff
- José Luis Capobianco
- Marcelo Somerstein
- Mónica Landivar
- Alberto Saucedo
- Raúl González
- Jorge Alí Yamal
- Carlos "Gaucho" Ortiz
- Koky Murillo
- Paula López
- Hugo Méndez
- César Banzer
- Jerjes Vaca Diez
- Otto Carlos Jordán
- Alejandra Saavedra
- Hernán Suárez
- Jorge Arias
- Richard Cochamanidis

## Tema musical
- Noel  (tema de apertura)

Interpretado por Carmen Robles, Waldo Varas y Eduardo "Lalo" Chávez.
La composición y Dirección musical estuvo a cargo del Maestro Julio Barragán
La letra fue creada en noviembre de 1988 por Julio Kempff Suárez, protagonista de la serie y sobrino de Noel Kempff Mercado.
fue la primera letra que compone para una canción, desde allí creó más de un centenar de letras para diferentes instituciones artistas y compositores.
- Datos: Q5968547